# 椎名英姬
椎名英姬（日语： Shiina Eihi，1976年2月3日—），曾用艺名英姫、椎名英姫，女，福冈县出身，日本演员、模特。代表作为电影《切肤之爱》。